# Бабка арктическая
Бабка арктическая, или зеленотелка арктическая, или зеленотелка северная, (лат. Somatochlora arctica) — вид разнокрылых стрекоз из семейства бабок.

## Описание

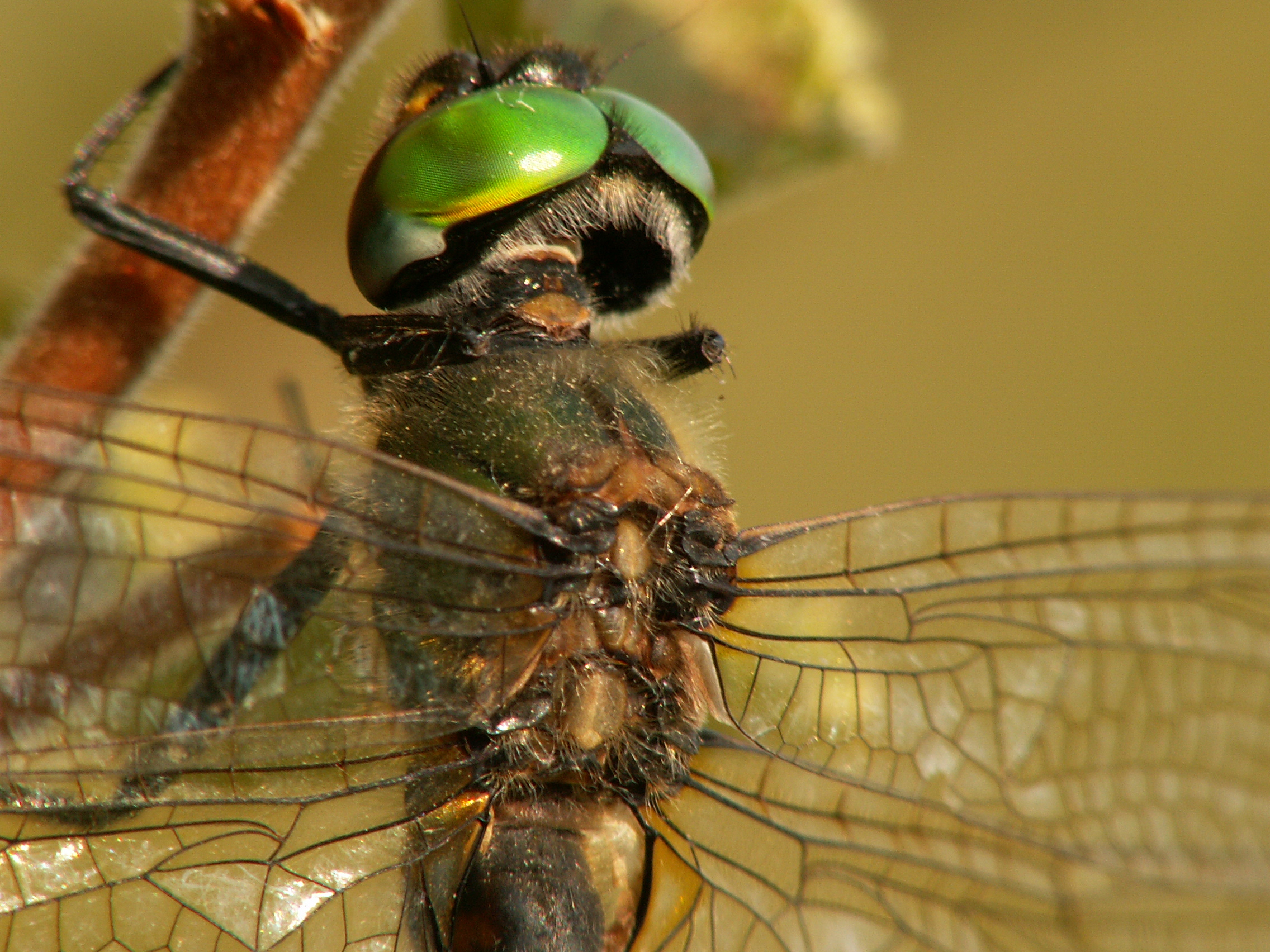
Голова самца

Средних размеров стрекоза: длина 45—51 мм, длина брюшка 30—37 мм, длина заднего крыла 28—35 мм
. Окраска тела однотонная, блестящая. металлически-зелёная. Жёлтые пятна по бокам лба соединены поперечной бурой полоской.
У самцов имеются отчётливые мелкие жёлтые отметины на II—III брюшных сегментах. У самок эти же отменены гораздо крупнее.

## Ареал
Вид распространён в Северной, отчасти Средней Европе, в Сибири и на Дальнем Востоке. Изолированные популяции имеются в Альпах, Карпатах и на Кавказе, где стрекозы обитают исключительно в горных болотах и выступает в качестве реликта ледникового периода.
На Украине известен из окрестностей Новоград-Волынского в Житомирской области, где находки вида датируются началом XX века. В 2006 году найден в Ровненской области.

## Биология
Время лёта длится с начала июня по август включительно. Встречается преимущественно в тундре, тайге и альпийском поясе гор. На юг от тайги вид связан с хвойными лесами и болотистыми районами. Личинки живут в небольших водоемах с богатой растительностью, преимущественно кислых и стоячих, а также на верховых болотах, иногда внутри сфагновых сплавин.
Яйца самка откладывает вблизи берега на подводную растительность. Личинки ведут придонный образ жизни среди заросшей растительности. Развитие длится 2—3 года.